# جاكوب تيرني
جاكوب تيرني هو محامي وسياسي أمريكي، ولد في 18 فبراير 1825 في غرينسبورج في الولايات المتحدة، وتوفي في 4 أكتوبر 1891. نشط حزبياً في الحزب الديمقراطي. وقد انتخب عضو مجلس ولاية بنسيلفانيا ‏ وانتخب عضو مجلس النواب الأمريكي ‏.